# 置富都會

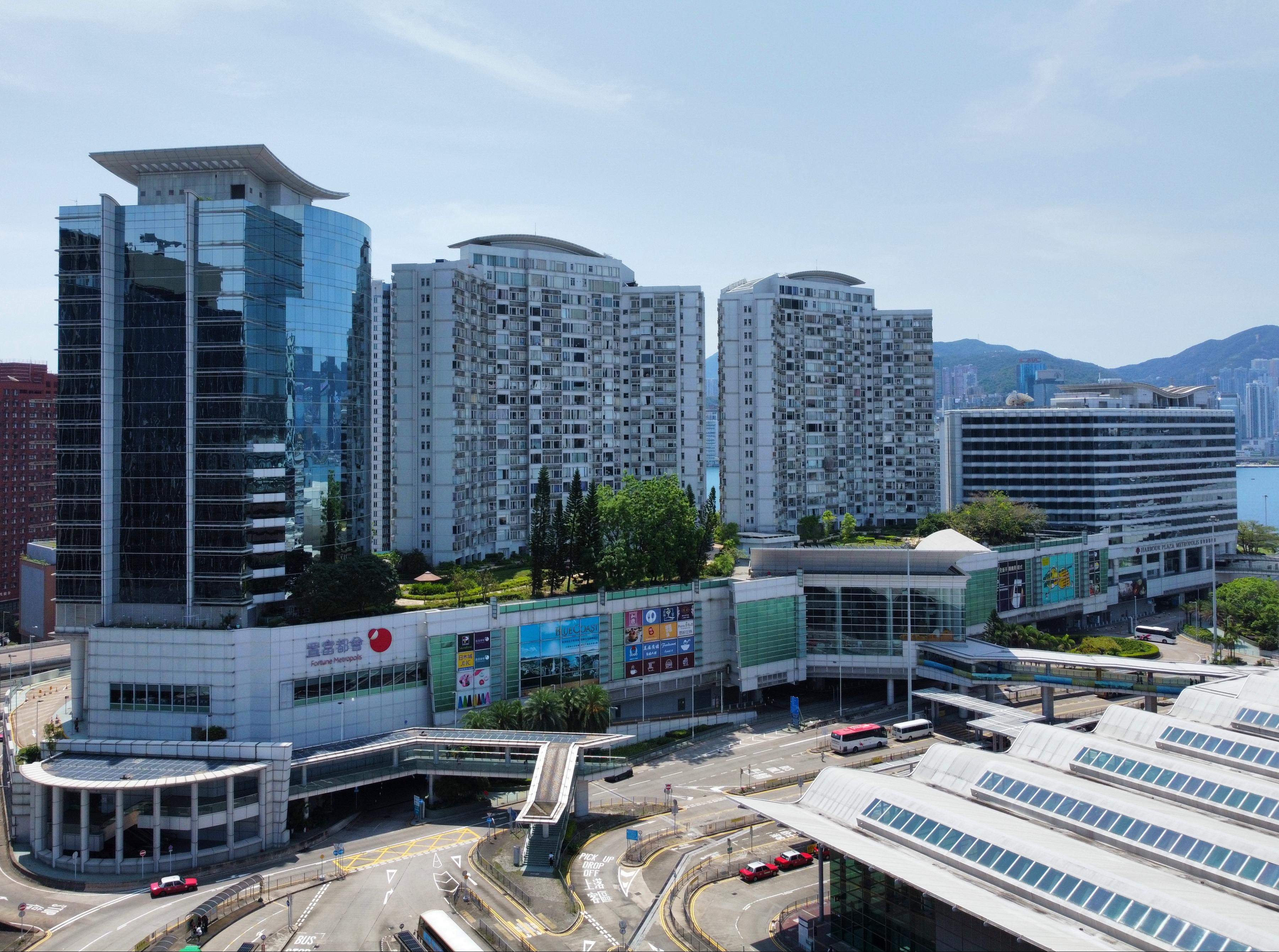
置富都會全貌（2024年5月）

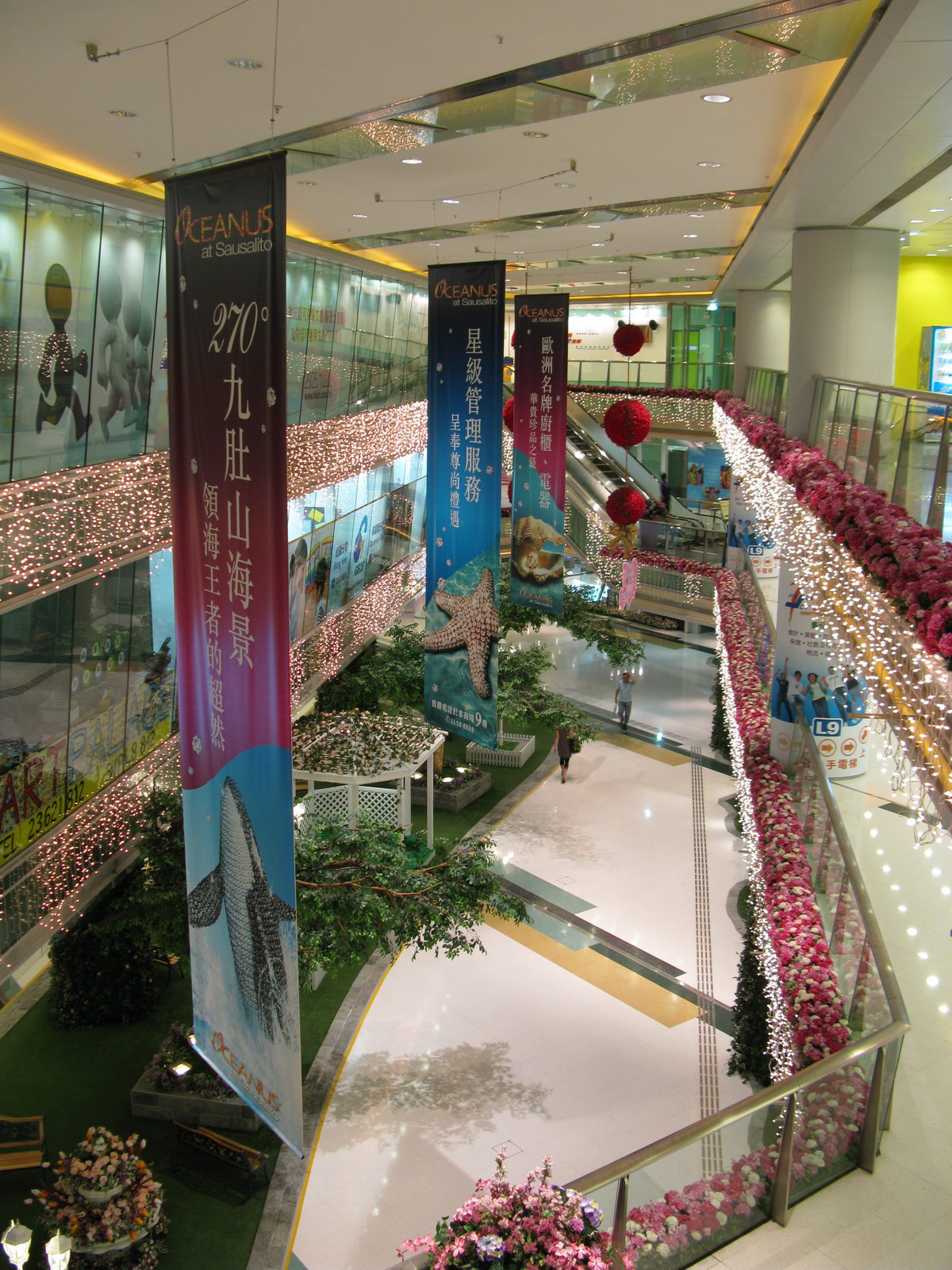
置富都會商場

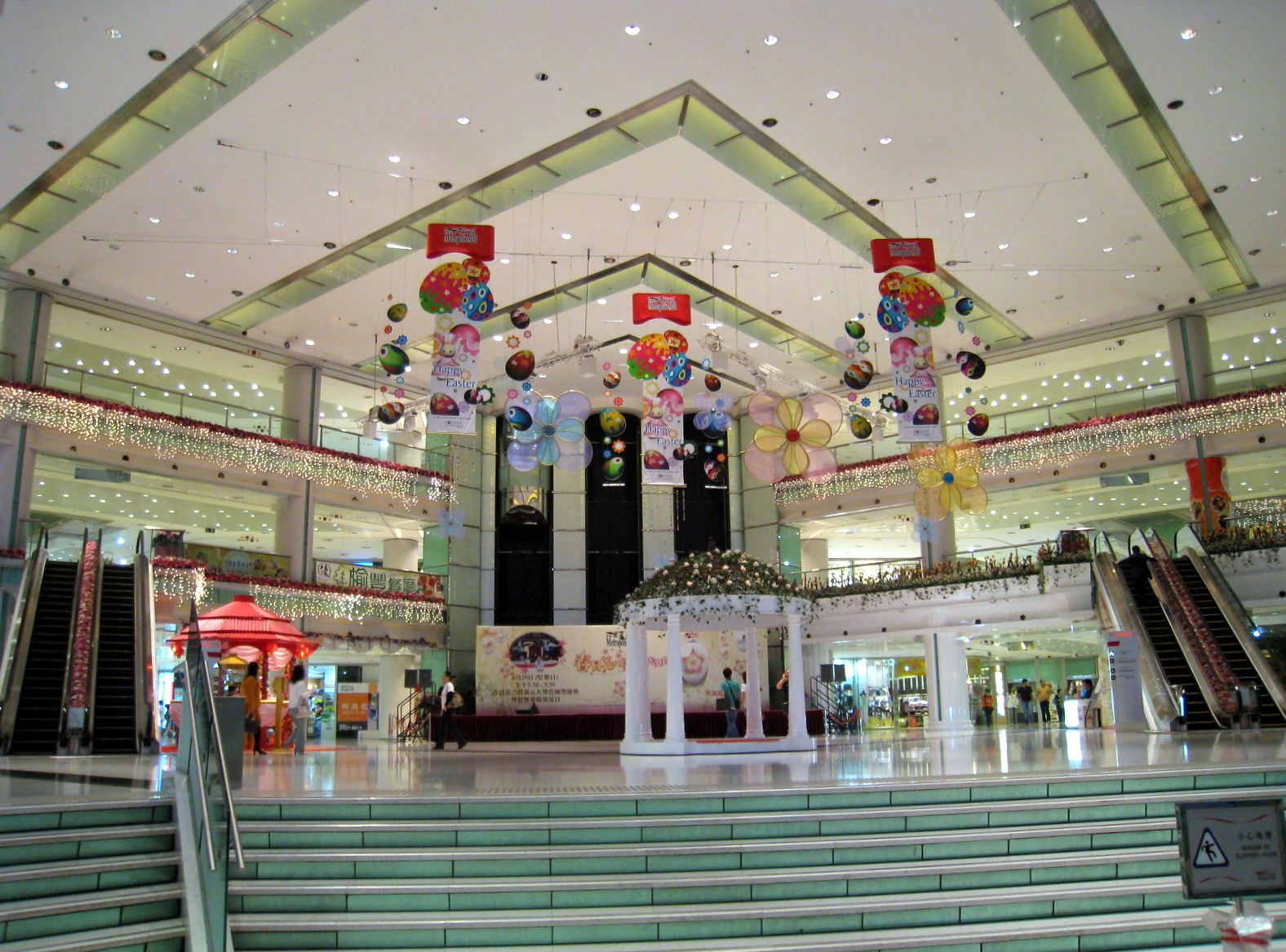
置富都會的入口中庭

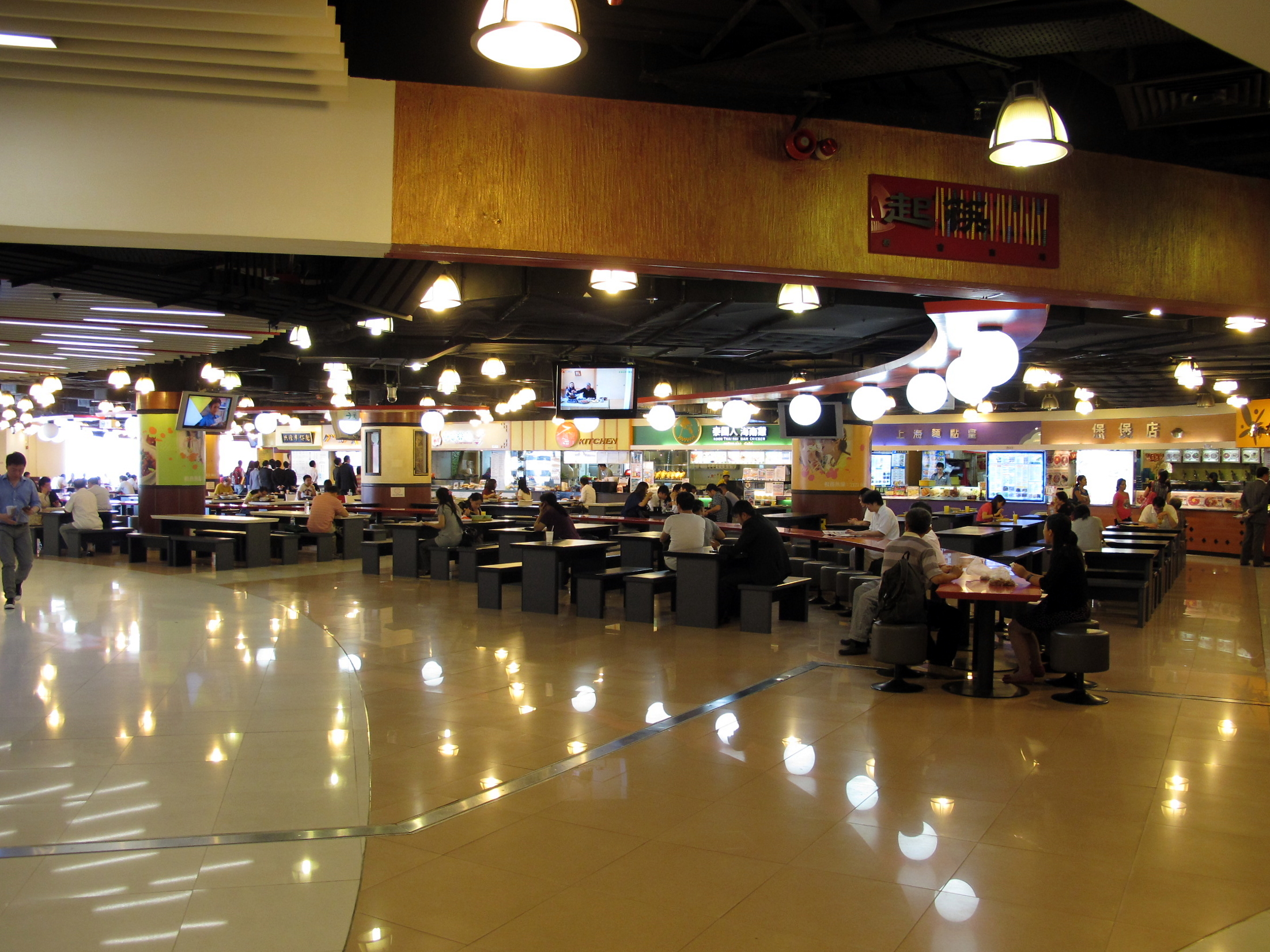
置富都會美食廣場（翻新前）

置富都會（英語：Fortune Metropolis）綜合項目全稱為國際都會（英語：The Metropolis），是香港九龍紅磡灣港鐵紅磡站上蓋綜合發展項目，建於車站東側的紅磡列車停放處上蓋，包括辦公室、商場、停車場、都會海逸酒店及私人住宅都會軒。總發展面積逾140萬平方呎，發展商為九鐵公司及長江實業地產，而總承建商為現代建設。
「國際都會」與興建紅磡貨場計劃早於1988年獲批准，但直至2002-03年間才竣工，曾因九廣鐵路公司前主席楊啟彥未經投標將發展權批出與長江實業而惹來爭議。2011年7月，商場部分更名為「置富都會」。而商場的美食廣場在2022年1月完成翻新。
目前該項目管理權雖然仍由九鐵及長實合組公司持有。然而，按兩鐵合併時簽訂的上蓋物業協議，港鐵公司已代替九鐵控制本項目的管理事宜，而相應管理費亦撥歸港鐵。

## 食肆
- 竹里烏冬居酒屋
- 居食屋「和民」
- 湯加
- 意粉狂熱
- 御麵の坊
- 敏華冰廳
- 台屋
- 煌府
- 彩福皇宴
- Pacific Coffee
- 新加坡南香風味館
- 煲煲店
- 同樂素食
- Good Mood Cafe 懿．咖啡
- 聖安娜餅屋
- 紅蔥頭
- 初芋來了
- Pepper Lunch
- 譚仔雲南米線
- 亞金 / 十三姨

## 另見
- 都會軒
- 都會海逸酒店

## 外部連結
- 置富都會

22°18′13″N 114°11′00″E / 22.3037°N 114.1834°E
1. ↑  九廣鐵路公司. . 九廣鐵路公司. 2007: 122.
2. ↑   (PDF). 港鐵公司: 194. 2024-04  [2024-04-18]. （原始内容存档 (PDF)于2024-06-05）.